# Euphyia rhynchota
Euphyia rhynchota là một loài bướm đêm trong họ Geometridae.